# Cimitero monumentale di Bergamo
Il cimitero monumentale di Bergamo è il camposanto principale della città di Bergamo. È stato progettato da Ernesto Pirovano ed Ernesto Bazzaro e costruito tra il 1896 e il 1913 in stile eclettico nel quartiere di Borgo Palazzo.

## Storia

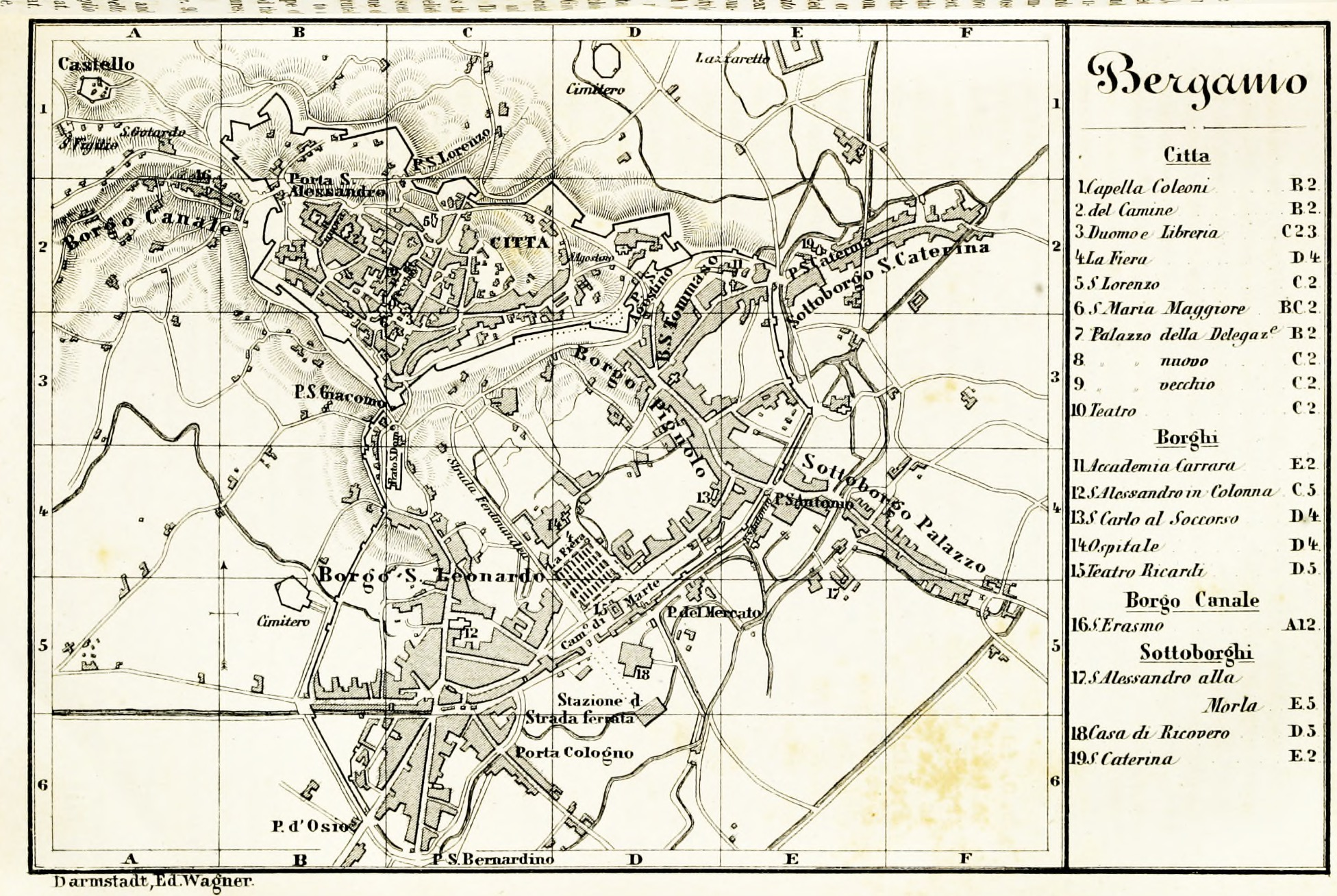
Mappa di Bergamo nel 1869. Si possono notare due dei tre cimiteri ottocenteschi di Bergamo: a Santa Lucia (ovest) e Valtesse (nord)

L'editto di Saint Cloud del 12 giugno 1804, applicato anche in Italia a seguito delle conquiste napoleoniche, vietava la tumulazione dei defunti all'interno delle chiese e prevedeva che le aree cimiteriali fossero edificate al di fuori delle mura cittadine.
Tre cimiteri vennero quindi aperti a Bergamo nel 1810: uno nella zona di Santa Lucia, poi via Nullo, un altro in Valverde e il terzo nella piana di San Maurizio. Il primo, dimostratosi inadatto, venne chiuso dopo pochi anni e sostituito dal nuovo camposanto di San Giorgio alla Malpensata. Nel 1892, per motivi anche igienici, la città decise di sopprimere i tre cimiteri ed accorparli in una struttura unica, ampliando il camposanto di San Maurizio (dove oggi persiste il cimitero dei bambini).
Secondo il bando l'ingresso monumentale, doveva servire da famedio e ospitare un atrio/peristilio, le sale di necroscopia e di osservazione, gli uffici del custode e di contabilità, due entrate a porticato, l'alloggio del custode e del capo seppellitore e una cappella per i riti funebri.
L'architetto milanese Ernesto Pirovano vinse il bando per la realizzazione del nuovo cimitero - nonostante un preventivo ben superiore alle 150.000 lire previste. L'esproprio dei terreni impegnò l'amministrazione fino al 1900, quando prese avvio il cantiere. I lavori si dimostrarono difficoltosi e furono sospesi nel 1905 per riprendere nel 1910, ora affidati all'impresa edile dello stesso Pirovano, per concludersi nel 1913. Le prime sepolture nella nuova struttura iniziarono nel 1904. Negli stessi anni viene realizzato il primo tempio crematorio della città, che ha cessato la sua funzione con l'inaugurazione del nuovo crematorio, sorto nell'area est del cimitero.
Nel secondo dopoguerra venne modificata la struttura della cappella e costruito l'avancorpo ad est,  su progetto dell'Ufficio Tecnico Comunale.
Pirovano progetta una struttura in stile eclettico, con un ingresso monumentale sovrastato dal famedio, dove sono raccolte le spoglie dei bergamaschi più illustri, tra cui il letterato Ciro Caversazzi, il politico Angelo Mazzi, i compositori Antonio Cagnoni e Alessandro Nini, e il maestro Gianandrea Gavazzeni.

Oltre a loro, riposano al cimitero monumentale di Bergamo il sociologo e politico cattolico Nicolò Rezzara (1848-1915), l'aviatore Antonio Locatelli (1895-1936) di cui vi è solo il cenotafio essendo il corpo disperso in Africa, il premio Nobel per la chimica Giulio Natta, lo stilista Nicola Trussardi, Giulia Gabrieli (1997-2011), il calciatore Piermario Morosini (1986-2012), l'artista Trento Longaretti (1916-2017).

## Sepolture illustri
- Dario Antonelli (fino al 1950)[5]
- Antonio Cagnoni
- Ciro Caversazzi
- Eliza Foster (cimitero evangelico)
- Giulia Gabrieli
- Vittorio Gasparini
- Gianandrea Gavazzeni
- Felice Gimondi (solo cremato)
- Guglielmo Guglielmini
- Antonio Locatelli
- Trento Longaretti
- Luigi Magrini
- Angelo Mazzi
- Piermario Morosini
- Giulio Natta
- Alessandro Nini
- Vincenzo Petrali
- Enrico Rastelli
- Nicolò Rezzara
- Nicola Trussardi
- Mario Sironi
- Pio Manzù
- Domenico Zappettini

## Galleria d'immagini

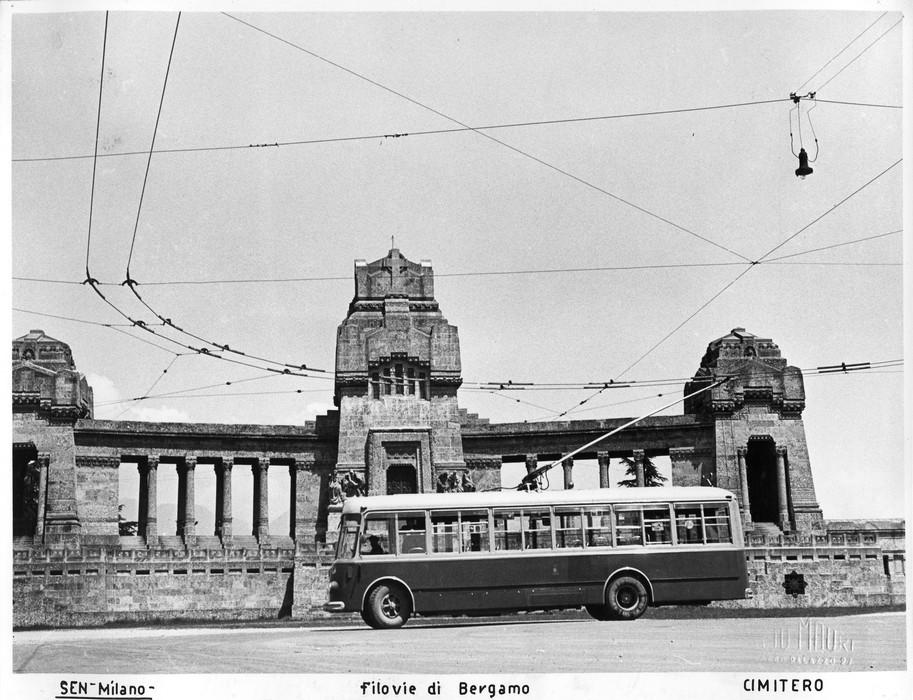
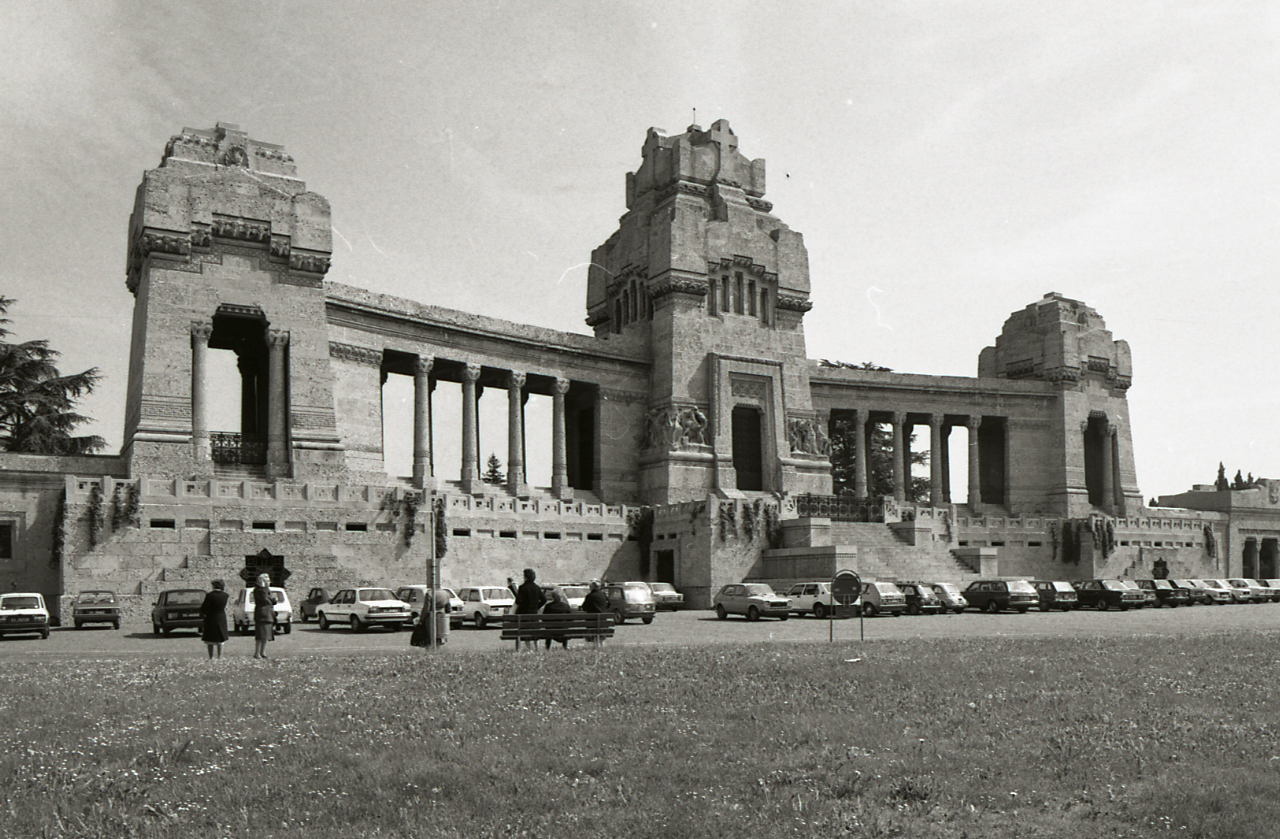